# Tortuga d'orelles vermelles
La tortuga d'orelles vermelles (Trachemys scripta elegans) és una tortuga d'aigua del gènere Trachemys, és una subespècie de l'espècie Trachemys scripta. És originària de la regió compresa entre el sud-est dels Estats Units i el nord-est de Mèxic.

Aquesta subespècie s'ha convertit en la tortuga més comercialitzada del mercat i en una de les mascotes més populars en els últims anys, degut entre altres factors que tenir-ne cura és relativament senzill. S'ha tornat molt popular en nombrosos països. Està inclòs a la llista de les 100 espècies exòtiques invasores més nocives del món de la Unió Internacional per a la Conservació de la Natura.

## Taxonomia
La tortuga d'orelles vermelles és un rèptil pertanyent a l'ordre dels Testudines, formada per prop de 250 espècies de tortugues. És una subespècie de la Trachemys scripta. Antigament, aquestes tortugues eren classificades amb el nom de Chrysemys scripta elegans.
Dues subespècies més s'engloben dins de l'espècie Trachemys scripta: T. s. scripta i T. s. troostii.

## Anatomia
La closca d'aquesta espècie pot arribar fins als 30 cm de longitud, encara que s'han trobat exemplars de més de 40 cm, però de mitjana mesuren de 12 a 20 cm. Les femelles solen ser una mica més grans que els mascles. Arriben a viure entre 20 i 30 anys, algunes tortugues fins i tot arribant a viure més de 40. En estar en captivitat la seva vida sol ser més curta. La qualitat de l'hàbitat en què es troben també influeix en la seva esperança de vida i qualitat de vida.
Les tortugues d'orelles vermelles són rèptils, per tant són [poiquiloterms, és a dir, són animals de sang freda, de manera que no poden controlar per si sols la temperatura del seu cos, així que depenen per complet de la temperatura de l'ambient. És per això que necessiten prendre contínuament banys de sol per escalfar-se i mantenir la seva temperatura interna. Si no aconsegueixen mantenir-se per sobre d'un llindar mínim de temperatura, és possible que no puguin realitzar la seva digestió i defecació amb normalitat.
La seva closca es compon de dues seccions: la superior, coneguda com a closca dorsal, i la inferior, també anomenada closca ventral. A la superior es troba un escut vertebral, que és la part central del mateix i generalment està una mica més aixecada, un escut costal, que es troba a banda i banda de l'escut vertebral, està formada per diverses plaques òssies i és la part principal de la closca, i un escut marginal, que és la vora de la closca i envolta completament l'escut paner. La part inferior és anomenada plastró i cobreix tota la part baixa de la tortuga. La closca pot ser de diferents colors. En les tortugues més joves o nounades, és de color verd fulla, i conforme van creixent s'enfosqueix una mica fins a tornar d'un verd molt fosc, per més tard prendre un to entre marró cafè i oliva. El plastró sempre és de color groc clar. Tot l'escut està cobert amb ratlles i taques que a la natura l'ajuden a camuflar-se millor.
La tortuga compta amb un sistema ossi complex, amb quatre membres plans que l'ajuden a nedar i que poden sortir de la closca o retreure's en ella, igual que la cua. El seu cap de la mateixa forma pot introduir completament dins de la closca. El nom d'aquesta espècie, tortuga d'orelles vermelles, es deu a les dues taques de color vermell maó que es localitzen a la part posterior dels seus ulls, en la posició on es trobarien les orelles, encara que aquestes taques es van descolorint amb el pas del temps. Alguns individus també poden tenir una petita taca d'aquest color en la part superior del cap. En realitat la tortuga d'orelles vermelles no té orelles, per a l'audició compta amb unes membranes timpàniques.
Els principals òrgans interns de l'animal són els pulmons i l'estómac. Les potes i la cua són òrgans externs molt importants, en el cas de la cua perquè juntament amb les potes l'ajuda a dirigir-se mentre neda.

### Dimorfisme sexual

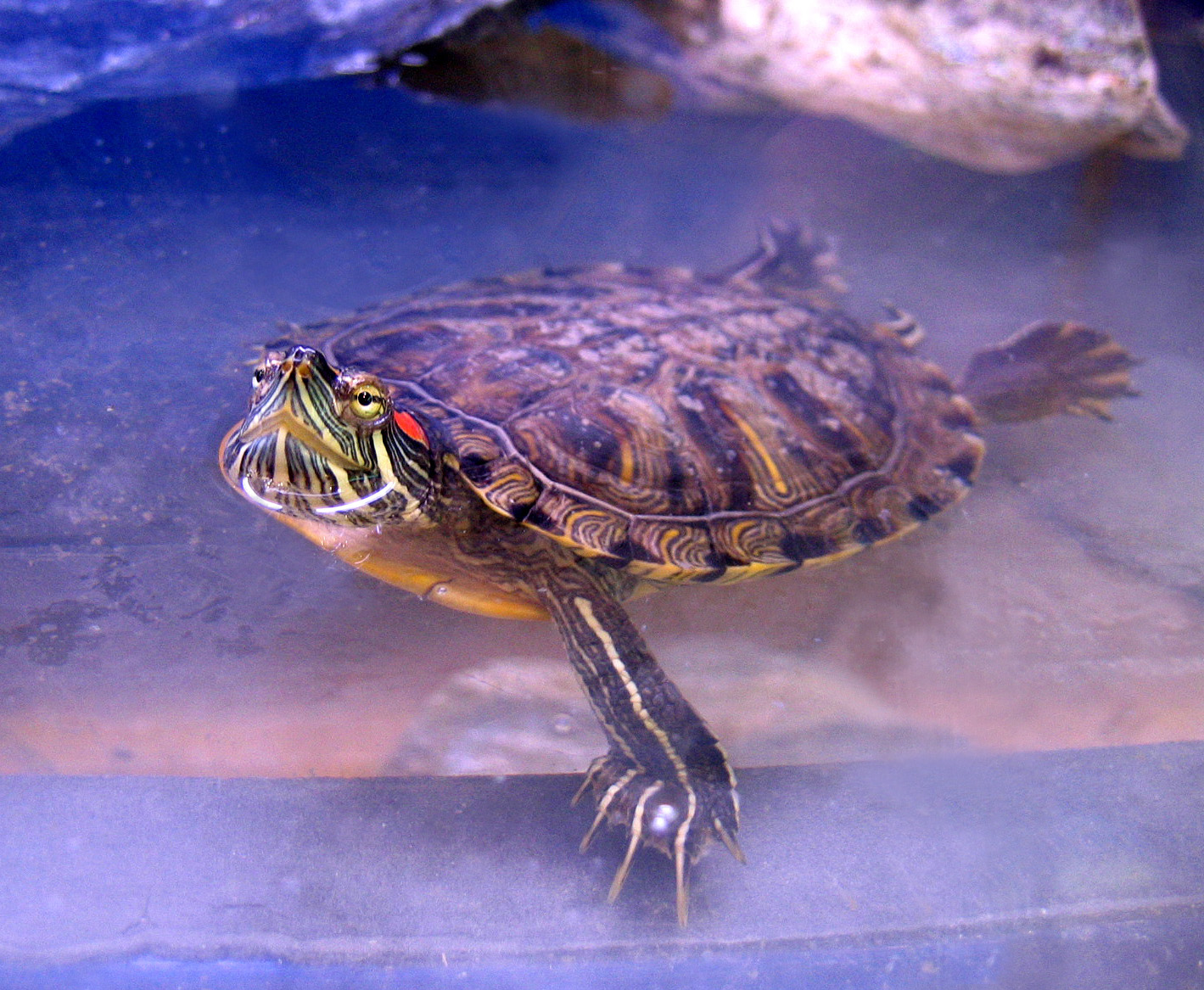
Tortuga d'orelles vermelles mascle. Noteu les llargues ungles de la pota davantera.

Aquesta espècie presenta dimorfisme sexual, això vol dir que el mascle i la femella tenen característiques físiques diferents un de l'altre.
Quan són joves, totes les tortugues japoneses són pràcticament iguals independentment del seu sexe, pel que és gairebé impossible determinar-ho. Quan passen a ser adultes (en el cas dels mascles quan la seva closca mesura uns 10 cm, i en el de les femelles, quan fa uns 15), és molt més fàcil distingir el gènere. Normalment, el mascle és més petit que la femella, encara que aquest paràmetre de vegades és difícil d'aplicar, ja que es podrien estar comparant individus de diferents edats. Els mascles tenen les 
ungles de les potes davanteres molt més llargues que les de les femelles, el que li ajuda a subjectar millor a ella durant l'aparellament i serveixen durant la dansa del seguici. La cua del mascle també és més gruixuda i llarga, i la claveguera, que es troba a la cua, està més allunyada del cos. La part inferior de la closca o plastró del mascle està lleugerament corbat cap a dins, és a dir, és còncau, mentre que el de la femella és totalment pla. Això també l'ajuda al mascle durant l'aparellament per poder adaptar-se millor a la closca de la femella. També es diu que els mascles tenen les taques vermelles més grans i d'un color més brillant. L'aparença de les femelles és pràcticament la mateixa durant tota la vida.
Tant el mascle com la femella arriben a la maduresa sexual als 5 o 6 anys, però si es crien en captivitat, no hivernen i s'alimenten abundantment, creixen amb més rapidesa que en la naturalesa i, per tant, maduren abans, però tot i així han de passar almenys uns anys perquè assoleixin plena maduresa.

## Distribució i hàbitat
Les tortugues d'orelles vermelles són originàries de l'àrea que envolta el riu Mississipi, arribant fins al golf de Mèxic. Es desenvolupen en climes càlids, particularment en el quadrant sud-est dels Estats Units. Aquesta àrea comprèn des del sud-est de Colorado fins a Virgínia i Florida. Habiten naturalment en zones on hi hagi alguna font d'aigua tranquil·la i temperada. Aquestes zones aquàtiques poden ser estanys, llacs, pantans, rierols, rius amb corrents lentes. L'àrea on habiten és en general pacífica amb alguna secció on puguin sortir de l'aigua a descansar, com algunes roques grans o troncs, on es col·loquen per rebre bones quantitats de raigs de sol. És comú que diverses tortugues d'orelles vermelles es col·loquen juntes per prendre el sol, fins i tot unes a sobre d'altres. Han de tenir a prop abundant vegetació aquàtica, que és el component principal de la dieta dels exemplars adults. Les tortugues salvatges sempre es mantindran prop de la font d'aigua on habiten a menys que estiguin buscant una nova o, en el cas de les femelles, que hagin de pondre els seus ous en l'època de reproducció.
El comerç com a mascota i el posterior abandonament d'exemplars per part dels seus amos ha expandit aquesta espècie i es considera espècie invasora fora de la seva àrea de distribució natural. Causa impactes negatius en els ecosistemes que ocupa, principalment per la seva voracitat i el seu caràcter omnívor que la converteixen en depredador de nombroses espècies d'invertebrats i petits vertebrats així com plantes aquàtiques, la capacitat de transmetre malalties i el desplaçament d'altres espècies de tortugues amb els que comparteixen dieta i espais de cria, com Mauremys leprosa, Mauremys caspica o la tortuga d'estany a la península Ibèrica.

## Comportament

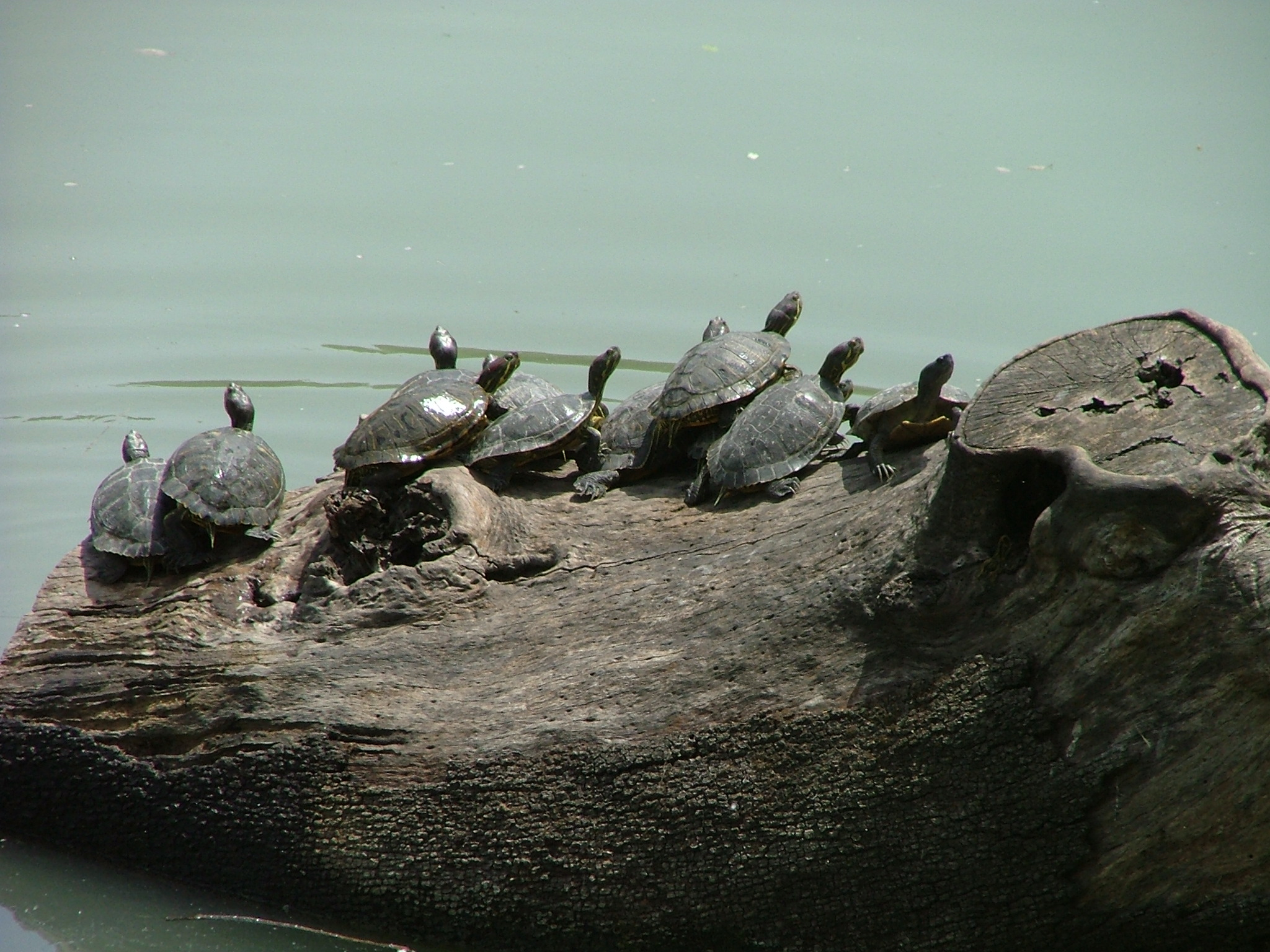
Les tortugues d'orelles vermelles han de prendre banys de sol constantment per regular la seva temperatura.

Les tortugues d'orelles vermelles són eminentment aquàtiques, però de vegades deixen l'aigua per descansar i prendre el sol, ja que com tenen sang freda, necessiten prendre aquests banys de sol per regular la seva temperatura. Aquests rèptils són excel·lents nedadors. Durant el dia busquen preses per alimentar-se i intenten capturar-les. Solen estar alerta dels depredadors i de la gent i generalment s'espanten i fugen d'ells. Les tortugues solen llançar-se frenèticament de les roques o d'on estiguin mentre descansen si algú potencialment perillós s'acosta a elles. Durant el dia, acostumen a sortir de l'aigua, prendre el sol fins que estiguin seques i calentes, després es capbussen de nou i es refresquen, i tornen a sortir de l'aigua per a prendre el sol.

### Hibernació
Les tortugues d'orelles vermelles poden hibernar en el fons d'estanys o llacs poc profunds durant els mesos d'hivern. Durant aquesta època, amb el fred, les tortugues entren en un estat d'inactivitat, la hibernació, durant el qual deixen de menjar i defecar, pràcticament no es mouen i la seva freqüència de respiració es redueix.

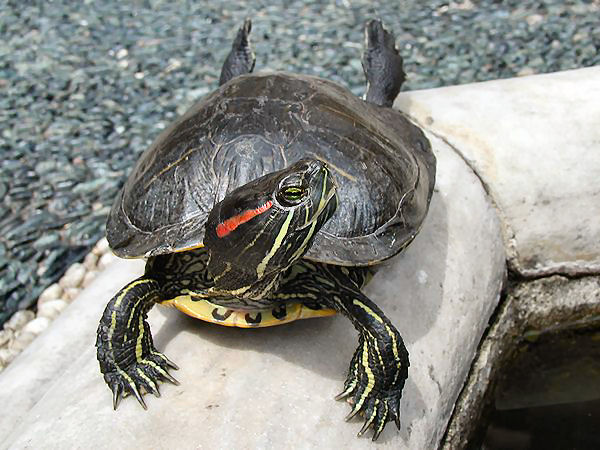
Una tortuga d'orelles vermelles prenent el sol. En estendre les seves potes del darrere absorbeix calor més ràpidament

### Reproducció
El seguici i les activitats que comporta l'aparellament ocorren entre març i juliol, i es duen a terme sota l'aigua. Durant el festeig, el mascle es posa al voltant de la femella i comença a sacsejar o batre les seves extremitats davanteres enfront de la cara de la femella, aparentment intentant acariciar. La femella continuarà nedant cap al mascle i si accepta la seva proposició, començaran l'aparellament. Si no accepta, pot fins a iniciar una baralla amb el mascle. El seguici pot durar només 45 minuts, però l'aparellament en si normalment porta 3 hores.

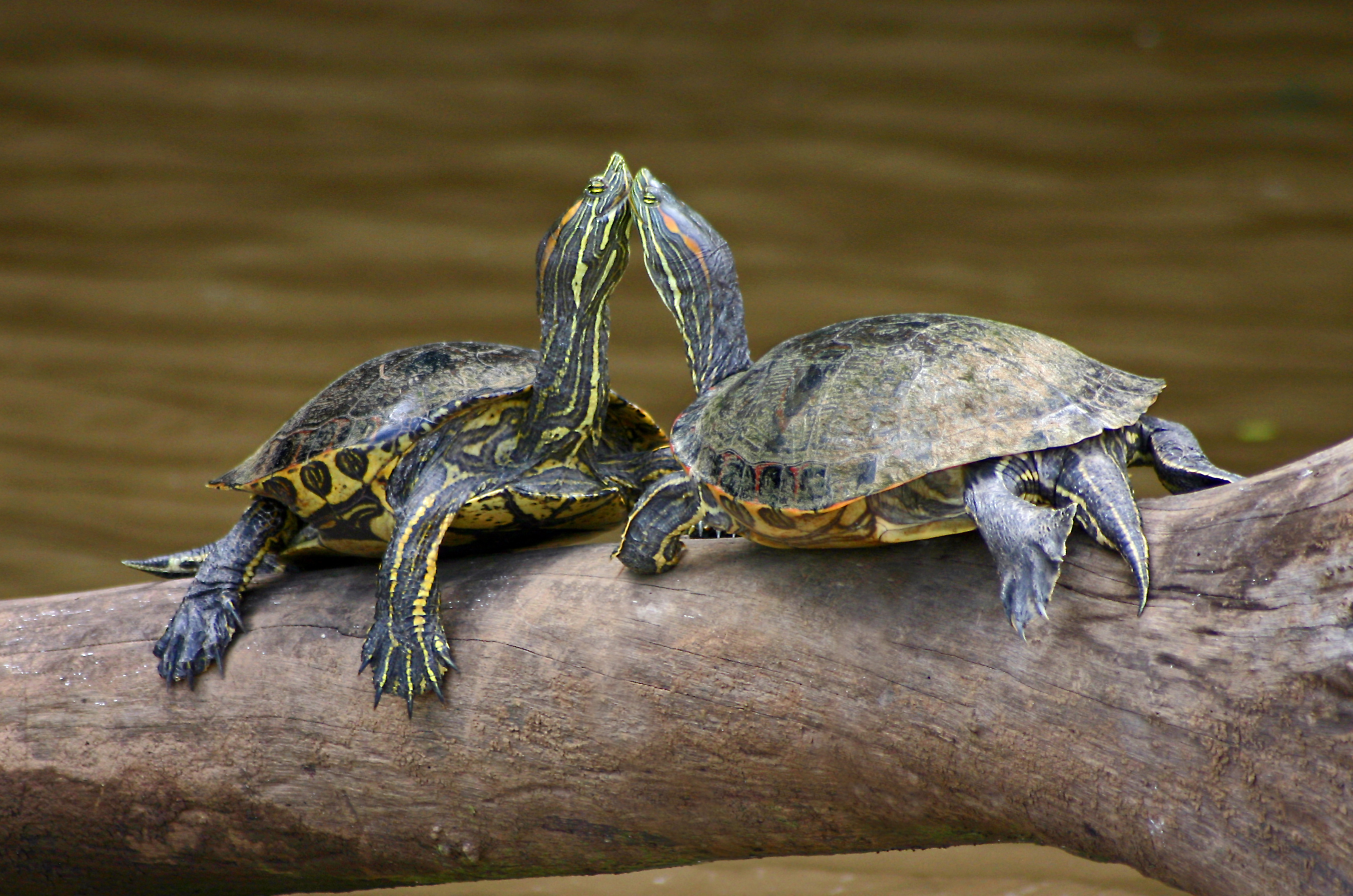
Parella de tortugues d'orelles vermelles.

De vegades un mascle aparentment estarà festejant a un altre mascle. Això en realitat és un signe de predomini i els mascles poden començar a lluitar. Les tortugues joves poden dur a terme la dansa de festeig, però fins que no compleixen els 5 anys no han madurat sexualment i són incapaços d'aparellar-se.
Després de l'aparellament, la femella passarà més temps prenent el sol amb la finalitat de mantenir calents als ous. Pot presentar un canvi de dieta, menjant només certs aliments o no menjant tant com normalment faria. Això és normal, però se li ha de seguir oferir menjar durant l'embaràs i potser oferir diferents aliments als acostumats. El període de[gestació mitjana és de dos mesos, però si la femella no troba un lloc adequat per pondre els seus ous, pot durar més. Una femella pot posar de 2 a 20 ous. A més pot tenir diverses postes en una mateixa temporada d'aparellament. Depenent de diversos factors, cada posta es distanciarà de dos a quatre setmanes de les altres. Durant les dues últimes setmanes de gestació, la femella passarà menys temps a l'aigua, ensumant i furgant en la terra. Això indica que està buscant un lloc apropiat per pondre els seus ous. Si es té en captivitat, es pot posar a la femella en un embassament amb unes 10 cm de terra perquè faci la posta. És aconsellable no retirar els ous del lloc on hagin estat enterrats, però si es desitja o és necessari s'ha de fer amb molta cura per no trencar-los i situar-los en la seva nova localització de la mateixa forma en què estaven disposats en el niu original (és a dir, no posar-los cap per avall, sinó amb la mateixa cara cap amunt). Per fer el niu, la tortuga excavarà acuradament un forat en el lloc escollit amb les seves potes del darrere i dipositarà aquí els seus ous.
Els ous, que tenen una textura una mica rugosa, naixeran de 80 a 85 dies després que van ser enterrats. La tortuga obrirà la closca amb el dent d'ou que li cau una hora després d'haver nascut i mai torna a créixer. Si la tortuga no se sent segura, romandrà dins de la closca després d'obrir-lo per un o dos dies més. Si són forçades a sortir de la closca abans que estiguin a punt, tornaran a ell si els és possible. Quan decideixin abandonar la closca, tindran un petit sac enganxat a la seva panxa. Aquest conté els residus del que li va servir per alimentar-se durant el període d'incubació i no ha de ser remogut. Fer-ho podria ser fatal per al nounat. El sac cau sol, i quan passa es pot notar una petita ferida a la closca de la tortuga. Aquesta sanarà per si mateixa també i no necessita ser tractada.

## La tortuga d'orelles vermelles en captivitat
Les tortugues d'orelles vermelles solen ser utilitzades com a mascotes. Sovint són venudes a preus baixos juntament amb petits recipients de plàstic, i poden ser adquirides pels nens, però requereixen atencions específiques i molt meticuloses. Aquestes tortugues poden viure diverses dècades amb les cures adequades, així que la possessió d'una tortuga no és un assumpte que s'hagi de prendre a la lleugera.
Els rèptils són portadors asimptomàtics dels bacteris del gènere Salmonella. Això genera preocupacions justificables, donades les nombroses referències d'infeccions en humans vinculades al maneig de tortugues que ha motivat restriccions a la seva comercialització als Estats Units. Per a molts cuidadors, mantenir la higiene bàsica redueix enormement el risc de qualsevol tipus d'infecció en la majoria dels casos. El potencial risc en la salut és una altra raó per la qual els nens no haurien de tenir contacte amb les tortugues d'orelles vermelles o ser els seus cuidadors principals. Tot i que porten el bacteri que causa salmonelosis, no és molt preocupant si es tenen les mesures d'higiene mínimes.

### Dieta

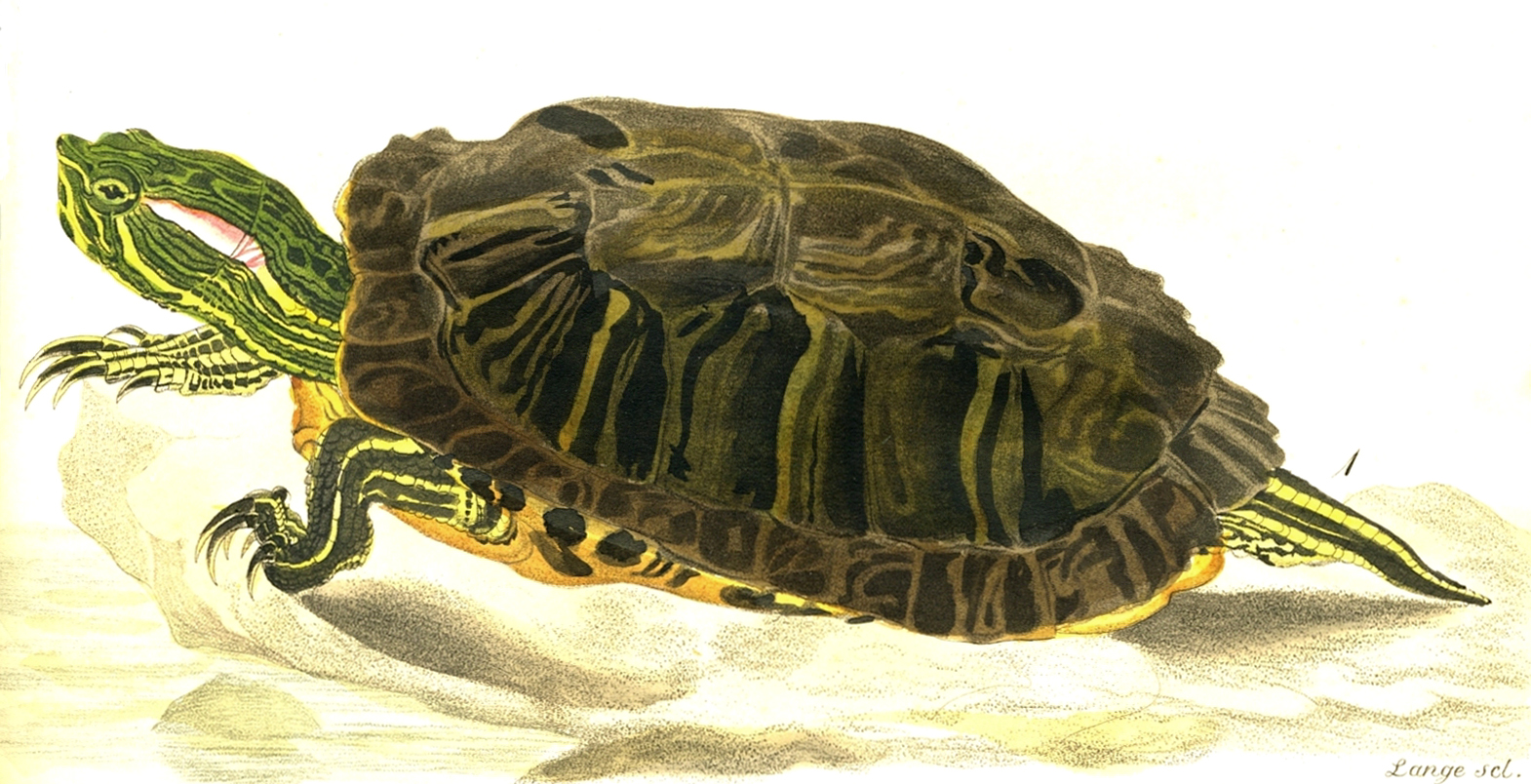
Dibuix del d'una tortuga d'orelles vermelles.

Les tortugues d'orelles vermelles són omnívores i se'ls pot proporcionar una gran varietat d'aliments diferents incloent plantes i altres animals. Aquesta gamma de menjar inclou l'aliment prefabricat que venen a qualsevol botiga de mascotes, algunes plantes aquàtiques, vegetals, insectes, peixos i de vegades alguna llaminadura com gambetes o fruites, així com un suplement vitamínic ocasional. El calci (necessari per a la salut de la closca) també és important i ha de ser administrat com a part de la dieta. Se'ls pot donar a través de l'anomenat os de sípia, que els ajuda a rebre aquesta dosi fonamental de calci i al mateix temps a esmolar els seus llavis (en no tenir dents, utilitzen els llavis per a partir el seu menjar). L'os de sípia pot deixar-se flotant lliurement sobre l'aigua i esperar que l'atrapin. Aquests ossos, formats per petits cefalòpodes marins, es poden trobar a ocelleries, ja que les aus de gàbia els fan servir també per esmolar els seus becs 
.
Les tortugues més joves tendeixen a ser carnívores (mengen més proteïna animal), i quan creixen es tornen més herbívores. Quan tenen menys de 3 anys, necessiten rebre moltes proteïnes doncs estan en una etapa crucial del seu creixement. En la naturalesa solen alimentar-se de grills, cargols d'aigua, guppys, cucs de terra i altres petits animals, que si se'ls poden proporcionar en captivitat, és molt millor. Aquests petits animals poden ser criats a casa o es poden aconseguir en qualsevol botiga especialitzada en rèptils. Quant a la carn, és convenient oferir-li crua. També se'ls pot oferir peix, procurant que sigui apte per al consum humà. També se'ls pot subministrar Artèmia salina viva, que mantindrà actives a les tortugues a l'hora de caçar. Les gambetes del gènere Gammaruses venen deshidratats com a menjar ocasional per a aquest animal, però no s'han de prendre com la base de la seva dieta. Se'ls poden oferir fruites (ocasionalment), sempre que no siguin àcides, i vegetals, però cal tenir cura amb l'enciam perquè si ingereixen massa actuarà com a laxant.
La freqüència amb què han de ser alimentades depèn especialment de la seva edat. Com més petita sigui, amb més freqüència se'ls ha de donar menjar (fins a tres vegades al dia). Als exemplars adults se'ls pot proporcionar aliment 1 cop al dia, 6 dies a la setmana. Pel que fa a les racions, el millor és donar-li aliment fins que refusi a menjar més, per assegurar-se que quedi satisfeta.
Les tortugues necessiten estar a l'aigua per empassar el menjar, ja que no produeixen saliva. Poden prendre aliments que estiguin en terra però se'ls portaran dins de l'aigua per consumir-los. A més, convé alimentar la tortuga en un contenidor separat, ja que això propicia un hàbitat més net que requerirà menys manteniment i canvis d'aigua menys freqüents. Fer això crea un ambient més saludable per a les tortugues d'orelles vermelles.
Quan la temperatura de l'ambient està per sota dels 10 °C, les tortugues poden hibernar i no mengen. Quan està entre els 10 °C i els 20 °C, poden ser alimentades una vegada al dia. Quan es troba entre els 20 °C i els 30 °C, se'ls pot donar menjar 2 o 3 vegades al dia. Les tortugues d'orelles vermelles necessiten molt aliment en els dies d'estiu en què la temperatura supera els 30 °C.

### Instal·lació

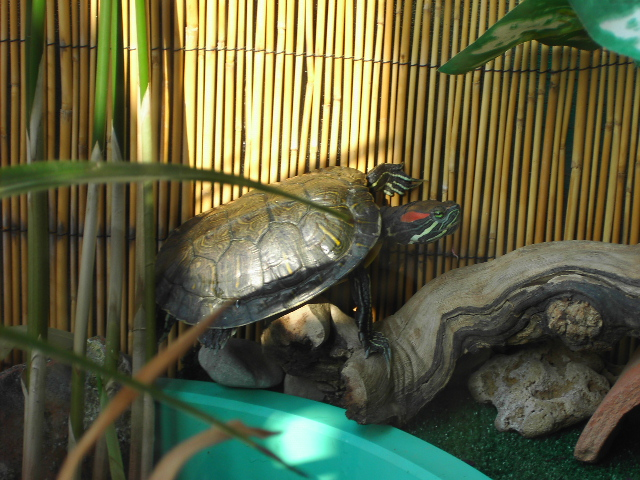
És important posar una àrea de descans fora de l'aigua per a les tortugues

La tortuga s'ha de conservar en un aquari o tortuguera o un altre recinte sempre en proporció a la seva mida. La mida del tanc és el primer aspecte summament important que cal prendre en compte. Una pauta utilitzada per moltes persones per determinar la mida adequada del tanc és, com a mínim, 15 litres d'aigua per cada centímetre. D'aquesta manera, un sol adult d'aquesta espècie requerirà uns 400 litres d'aigua en el seu tanc. El nivell d'aigua ha de ser tan alt com sigui possible, però no prou perquè s'escapin.
Una àrea de descans en la qual la tortuga pugui assecar-se s'ha d'incloure en el seu hàbitat. Es recomana amb encariment un llum de calor també per a les tortugues que visquin sota sostre o on no rebin directament els raigs del sol. Si el llum s'usa en una estança interior, les tortugues han de tenir-hi accés unes tres o quatre hores diàries. L'aigua s'ha de mantenir a una temperatura constant que oscil·li entre els 24 i els 26 graus; aigües amb una temperatura menor poden induir la tortuga a hibernar. Un bon filtre d'aquari generalment ajuda a controlar aquest problema, així com utilitzar un tanc d'alimentació separat, sinó un canvi d'aigua freqüent és molt necessari per assegurar la seva bona salut. Per a les tortugues adultes (entre els 20-30 cm de longitud de la closca) s'accepta un tanc amb un volum d'almenys 500 litres. Una altra possibilitat és tenir la tortuga en un estany al jardí o en una petita bassa de plàstic sempre que estigui tancada per la part superior per protegir-la dels possibles depredadors, com gossos o gats del carrer.
Un altre requeriment és que l'àrea de descans estigui equipada amb un llum de raigs UV, que simula els raigs del sol i aporta a la tortuga les vitamines necessaàries per metabolitzar el calci i mantenir la seva closca saludable, així com una font de calor sobre aquesta zona de descans, perquè surti a prendre el sol, de manera que tingui una temperatura entre 30-33 graus.

### Malalties
Les tortugues poden contreure diferents infeccions o patiments. En la majoria dels casos, això succeeix per la falta d'higiene en l'aigua, canvis bruscos de temperatura, manca de llum o mala qualitat dels aliments que se li proporcionen. De vegades una tortuga que s'alimentava amb normalitat pot deixar de menjar, però això és normal. Solen ser molt selectives amb els seus aliments i és probable que s'hagin atipat del que se'ls subministrava. Per solucionar-se li poden oferir nous aliments fins que tornin a alimentar-se com abans. No obstant això, hi ha ocasions en què l'animal deixa d'alimentar i el seu debilitament es fa notori, per la qual cosa convé consultar amb un expert. Mentrestant és aconsellable donar-li diferents tipus de menjar i elevar la temperatura de l'aigua.
Cada malaltia ve acompanyada de símptomes específics, però per comprovar l'estat de salut general de l'animal es poden fer senzilles observacions com el comportament de la tortuga, els seus excrements, la seva gana, si els ulls es troben inflats, la seva respiració, si esternuda o si té tos i, comprovar la duresa de la seva closca o si aquesta presenta taques blanques.

#### Closca

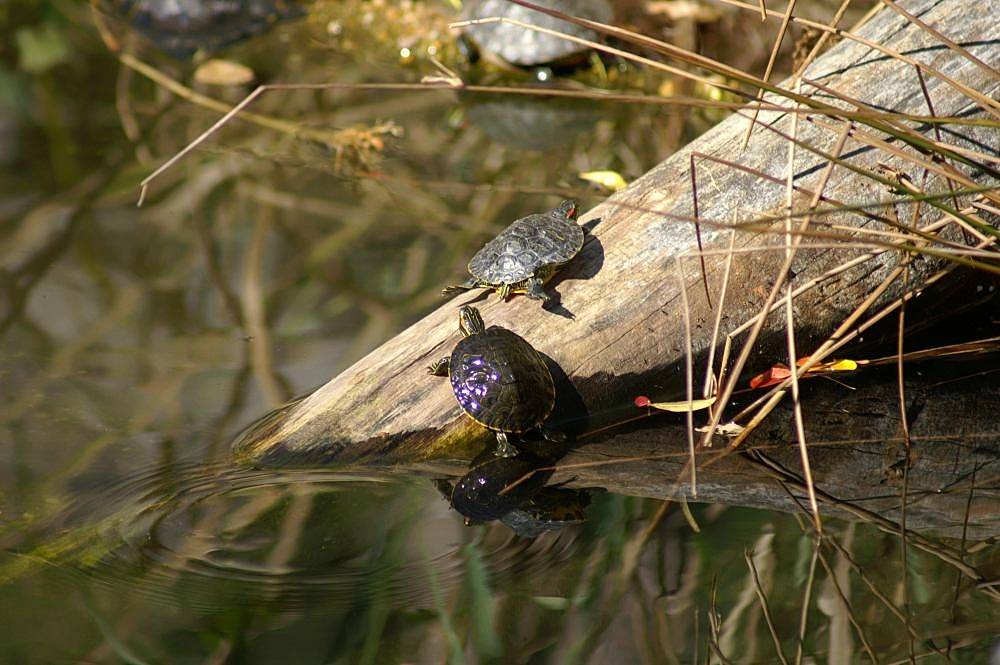
És convenient revisar de tant en tant que la tortuga pot retreure correctament el seu cap dins de la closca.

L'estovament de la closca és una de les malalties més comunes i es deu principalment a la falta de calci i llum solar en la tortuga. Encara que s'inclogui calci en la dieta de l'animal a través de menjar ric en aquest element o suplements com l'os de sípia, si no rep prou llum el calci no podrà fixar-se en la closca. De vegades també apareixen unes petites taques blanques en el mateix. Per solucionar aquest problema, s'ha d'aconseguir una llum d'espectre total, i si ja es té, incrementar les hores d'exposició. Si no hi ha cap millora després d'un temps o la malaltia ja està avançada, s'ha de consultar a un veterinari.
Un altre problema que pot aparèixer amb la closca és la seva decoloració. Aquest es deu principalment al fet que hi ha clor en l'aigua o que la tortuga té un excés de vitamina A en l'organisme. També pot sorgir una capa blanca semblant al cotó sobre la coberta. Aquests són fongs que apareixen per un excés d'humitat en l'ambient, ocasionat probablement perquè la tortuga passa massa temps a l'aigua i no rep suficient llum. Si la infecció no està molt avançada, només cal donar-li banys amb aigua salada tèbia 30 minuts diaris. En un parell de dies s'ha de notar una millora. Fins que no s'hagi recuperat, cal tenir a la tortuga com a mínim 10 hores al dia fora de l'aigua.

#### Ulls
Pot ser que la tortuga tingui una infecció ocular si manté els ulls tancats per molt temps, es veuen inflats o aquesta es refusa a menjar. Aquest tipus d'infeccions s'originen per falta de vitamina A o perquè l'aigua està massa bruta. Per solucionar aquest problema, convé canviar l'aigua més sovint, augmentar la temperatura de la mateixa lleugerament i afegir vitamines al seu menjar. Si després d'uns pocs dies no presenta cap millora, s'ha de consultar a un veterinari.

#### Respiratòries
Aquestes es poden detectar quan la tortuga li surten mucositats o líquids del nas, respiren amb la boca oberta, tenen poca activitat, poca gana o neden de costat o inclinant cap a un costat.